# Sturgeon Lake
Sturgeon Lake és una població dels Estats Units a l'estat de Minnesota. Segons el cens del 2000 tenia 347 habitants.

## Demografia
Segons el cens del 2000, Sturgeon Lake tenia 347 habitants, 132 habitatges, i 88 famílies. La densitat de població era de 38,5 habitants per km².
Dels 132 habitatges en un 34,1% hi vivien nens de menys de 18 anys, en un 53,8% hi vivien parelles casades, en un 11,4% dones solteres, i en un 32,6% no eren unitats familiars. En el 25% dels habitatges hi vivien persones soles el 7,6% de les quals corresponia a persones de 65 anys o més que vivien soles. El nombre mitjà de persones vivint en cada habitatge era de 2,63 i el nombre mitjà de persones que vivien en cada família era de 3,21.
Per edats la població es repartia de la següent manera: un 28,8% tenia menys de 18 anys, un 8,6% entre 18 i 24, un 30,8% entre 25 i 44, un 21,3% de 45 a 60 i un 10,4% 65 anys o més.
L'edat mediana era de 33 anys. Per cada 100 dones de 18 o més anys hi havia 100,8 homes.
La renda mediana per habitatge era de 36.875 $ i la renda mediana per família de 41.389 $. Els homes tenien una renda mediana de 28.750 $ mentre que les dones 25.000 $. La renda per capita de la població era de 15.501 $. Entorn del 13,3% de les famílies i el 15,3% de la població estaven per davall del llindar de pobresa.

## Poblacions properes
El següent diagrama mostra les poblacions més properes.